# ONE MORNING AICHI
ONE MORNING AICHI（ワン・モーニング・アイチ）は、FM AICHIで放送されている朝の情報番組。本稿では、同局で放送されているONE MORNING SATURDAY（ワン・モーニング・サタデー）についても述べる。

## 概要

### ONE MORNING AICHI
3年間放送されてきた『Groovin' TODAY』の後番組として2020年3月30日放送開始。
TOKYO FMとJFN系列で放送されている『ONE MORNING』の愛知ローカル版であり、同番組の企画ネット番組状態となっている。番組ハッシュタグも「#ワンモ807」となっているが、後述する『ONE MORNING SATURDAY』（ワン・モーニング・サタデー）という土曜版があるのが違い。

### ONE MORNING SATURDAY
『Big Up Saturday』の後番組として2020年4月4日放送開始。『ONE MORNING AICHI』の土曜版として位置づけられているが、土曜日の朝に『ONE MORNING』名義の番組を放送している局は当局のみである。なお、こちらの番組ハッシュタグも『ONE MORNING AICHI』と同一の「#ワンモ807」である。

## パーソナリティ

### 現在

#### ONE MORNING AICHI
- 重田優平(月-木、2020年4月から2024年3月まで木・金担当。2024年4月より現在の曜日担当)[5]
- 山内智貴(金、2024年4月から)[6]

#### ONE MORNING SATURDAY
- 山内智貴(土、2025年4月から)[7]

### 過去

#### ONE MORNING AICHI
- 崎正宗(月-水、2020年4月から2022年4月1日まで担当)[8]
- 山本航生(月-水、2022年4月4日から2024年3月まで担当)[9])[5]

#### ONE MORNING SATURDAY
- 重田優平（2020年4月から2024年3月まで担当）[10]
- 山本航生（2024年4月から2025年3月まで担当）